# Hawkwind
A Hawkwind egy brit rock együttes, az első space rock zenekarok egyike. Egyfajta különleges hard rock/heavy metal zenét hoztak létre Chuck Berry rock and roll és a Moody Blues pszichedelikus stílusának keresztezésével, amelyben a vastag gitárhangzást szintetizátorral és mellotronnal egészítették ki. Második albumukon megjelenő sci-fi fantáziák és droghatások ihlette dalszövegeikkel sikerült elkülönülniük az irányzat más együtteseitől.
Az évek során több tucatnyi muzsikus megfordult a Hawkwindben, de 1969-es megalakulásuk óta Dave Brock tekinthető az együttes motorjának. További meghatározó tagok: Lemmy (aki később megalapította a Motörheadet), Nik Turner, Harvey Bainbridge, Del Dettmar, Dik Mik, Huw Lloyd Langton, Robert Calvert, Paul Rudolph (egykori Pink Fairies/The Deviants zenész) és Twink (szintén Pink Fairies tag) és Alan Davey.
A Pink Fairies tagokkal való kötetlen együttműködés gyümölcseként készült albumok olykor Pinkwind vagy Hawk Fairies név alatt jelentek meg. A Hawkwind arról is ismert, hogy nem mindig csak zenészek voltak a csapat tagjai, így például az angol sci-fi- és fantasyszerző Michael Moorcock is a Hawkwindhez tartozott egy időben.
Habár soha nem ostromolták a lemezeladási listák csúcsait, de elkötelezett rajongótáboruknak köszönhetően folyamatosan jelentették meg lemezeiket közel 40 éves pályafutásuk alatt. 2008 végén az Atomhenge/Cherry Red kiadó bejelentette, hogy CD-n újra megjelenteti a Hawkwind 1976 és 1997 közötti albumait egy-egy triplalemezes antólógia formájában: Spirit of the Age (1976-84) és The Dream Goes On (1985-97).

## Diszkográfia

### Stúdióalbumok
- 1970 Hawkwind
- 1971 In Search of Space
- 1972 Doremi Fasol Latido
- 1974 Hall of the Mountain Grill
- 1975 Warrior on the Edge of Time
- 1976 Astounding Sounds, Amazing Music
- 1977 Quark, Strangeness and Charm
- 1978 25 Years On – Hawklords
- 1979 PXR5
- 1980 Levitation
- 1981 Sonic Attack
- 1982 Church of Hawkwind
- 1982 Choose Your Masques
- 1985 The Chronicle of the Black Sword
- 1988 The Xenon Codex
- 1990 Space Bandits
- 1992 Electric Tepee
- 1993 It Is the Business of the Future to Be Dangerous
- 1995 White Zone – Psychedelic Warriors
- 1995 Alien 4
- 1997 Distant Horizons
- 1999 In Your Area – live and studio
- 2000 Spacebrock – Dave Brock solo
- 2005 Take Me to Your Leader
- 2006 Take Me to Your Future
- 2012 Onward
- 2016 The Machine Stops
- 2017 Into the Woods
- 2018 The Road to Utopia
- 2019 All Aboard the Skylark
- 2020 Carnivorous
- 2021 Somnia
- 2023 The Future Never Waits
- 2024 Stories from Time and Space
- 2025 There Is No Space for Us

### Koncertalbumok
- 1973 Space Ritual
- 1980 Live Seventy Nine
- 1986 Live Chronicles
- 1991 Palace Springs
- 1994 The Business Trip
- 1996 Love in Space
- 1999 Hawkwind 1997
- 2001 Yule Ritual
- 2002 Canterbury Fayre 2001
- 2004 Spaced Out in London
- 2008 Knights of Space

### Archív albumok
- 1980 The Weird Tapes Volumes 1-8 (1966-1983)
- 1983 The Text of Festival (1970-1971)
- 1983 Zones (1980 and 1982)
- 1984 This Is Hawkwind, Do Not Panic (1980 and 1984)
- 1984 Bring Me the Head of Yuri Gagarin (1973)
- 1984 Space Ritual Volume 2 (1972)
- 1985 Hawkwind Anthology (1967-1982)
- 1987 Out & Intake (1982 and 1986)
- 1990 Stasis (The UA Years 1971 – 1975) (1971-74)
- 1991 BBC Radio 1 Live in Concert (1972)
- 1992 The Friday Rock Show Sessions (1985)
- 1992 Hawklords Live (1978)
- 1992 California Brainstorm (1990)
- 1995 Undisclosed Files Addendum (1984 and 1988)
- 1997 The 1999 Party (1974)
- 1999 Glastonbury 90 (1990)
- 1999 Choose Your Masques: Collectors Series Volume 2 (1982)
- 1999 Complete '79: Collectors Series Volume 1 (1979)
- 2000 Atomhenge 76 (1976)
- 2002 Live 1990 (1990)
- 2008 Minneapolis, 4th October 1989 (1989)
- 2008 Reading University, 19th May 1992 (1992)

## Külső hivatkozások
- Hawkwind hivatalos weboldal
- AllMusic biográfia http://www.webcitation.org/query?url=https%3A%2F%2Fwww.webcitation.org%2F66kUeeDgH%3Furl%3Dhttp%3A%2F%2Fwww.allmusic.com%2Fartist%2Fp4457&date=20120407150656
- Atomhenge Recods hírek